# Liste der Bodendenkmäler in Langdorf
Auf dieser Seite sind die Bodendenkmäler in der niederbayerischen Gemeinde Langdorf zusammengestellt. Diese Tabelle ist eine Teilliste der Liste der Bodendenkmäler in Bayern. Grundlage ist die Bayerische Denkmalliste, die auf Basis des Bayerischen Denkmalschutzgesetzes vom 1. Oktober 1973 erstmals erstellt wurde und seither durch das Bayerische Landesamt für Denkmalpflege geführt wird. Die folgenden Angaben ersetzen nicht die rechtsverbindliche Auskunft der Denkmalschutzbehörde.

## Bodendenkmäler der Gemeinde

### Gemeindeübergreifende Bodendenkmäler, Gemarkung Bodenmais, Gemeinde Bodenmais
| Lage                 | Objekt                                                     | Akten-Nr.     | Bild |
| -------------------- | ---------------------------------------------------------- | ------------- | ---- |
| Bodenmais (Standort) | Neuzeitliche Vitriolölhütte Silberne Stiege bei Bodenmais. | D-2-6944-0003 |      |

### Bodendenkmäler in der Gemarkung Langdorf
| Lage                               | Objekt | Akten-Nr.     | Bild           |
| ---------------------------------- | --- | ------------- | -------------- |
| Langdorf Hauptstraße 32 (Standort) | Untertägige Befunde des Mittelalters und der frühen Neuzeit im Bereich der Katholischen Pfarrkirche St. Maria Magdalena in Langdorf, des partiell aufgelassenen historischen Friedhofs und der abgebrochenen Friedhofsummauerung, darunter die Spuren von Vorgängerbauten bzw. älteren Bauphasen. | D-2-6944-0010 | weitere Bilder |
| Langdorf (Standort)                | Burgstall des hohen oder späten Mittelalters. | D-2-6945-0001 |                |